# Broken Glass
„Broken Glass” – singel amerykańskiej piosenkarki Rachel Platten z jej czwartego albumu studyjnego Waves (2017). Utwór został wydany 18 sierpnia 2017 roku jako pierwszy singel zapowiadający wydanie albumu.

## Informacje o utworze i promocja
Utwór „Broken Glass” został zainspirowany marszem kobiet ze stycznia 2017. Piosenkarka nazwała utwór feministycznym hymnem i powiedziała: „Nauczyłam się, że w życiu nawet w najtrudniejszych momentach zawsze jest światło. „Broken Glass” to mój bojowy okrzyk uwolnienia, uzdrowienia, podekscytowania, nadziei i radości – to świętowanie mocy kobiet – naszej jedności, siły, zaciekłości i po prostu tego, jakie jesteśmy wspaniałe. Jesteśmy wojownicze na swój sposób, a razem nie do zatrzymania”.
Zdaniem piosenkarki „Broken Glass” jest kontynuacją utworów „Fight Song” i „Stand by You” z jej poprzedniego albumu, Wildfire. Platten w wywiedzie dla Billboard powiedziała: „Czuję, że chcę kontynuować i mieć swój udział w przekazywaniu nadziei poprzez muzykę i promować siłę kobiet. Nawet jeśli przed nami długa droga w uzyskaniu równości między kobietami a mężczyznami, robimy postępy i kiedy wspieramy się nawzajem, to jest super. „Broken Glass” jest o tym przekazie”.
21 sierpnia Platten zaśpiewała utwór w programie amerykańskiej stacji ABC Good Morning America. 27 października, w dzień premiery albumu Waves, piosenkarka zaśpiewała „Broken Glass” podczas koncertu dla Today. Wykonała również inne utwory z płyty: „Perfect For You” i „Collide” oraz swój wcześniejszy singel „Fight Song”. 26 listopada otwierając galę Miss Universe zaprezentowała „Broken Glass” w akustycznej wersji.

## Teledysk
Oficjalny teledysk do singla został wydany 18 sierpnia 2017 roku. Klip kręcono w Chinatown (Los Angeles), gdzie został wyreżyserowany przez Allie Avital. W teledysku piosenkarka jedzie na rowerze w towarzystwie innych kobiet, w tym dwóch mistrzyń z Niemiec. Piosenkarka wyjaśniając inspirację do powstania klipu powiedziała: „Mieszkałam w zachodniej części Los Angeles i rower był głównym sposobem poruszania się, gdy byłam w pobliżu Venice. Uwielbiam jazdę na rowerze – prędkość i to uczucie powietrza pędzącego za tobą powodują, że nawet nudne sprawy sprawiają, że czujesz się jak dziecko. Więc chciałam, żeby kręcenie mojego teledysku było niesamowite, a co powoduje więcej zabawy niż grupka dziewczyn na rowerach? Przyleciałyśmy z artystycznymi kolarkami z Niemiec, które były niesamowicie utalentowane. Gdy po raz pierwszy zobaczyłam, jak ćwiczyły akrobacje zupełnie zapomniałam śpiewać. Po prostu gapiłam się, szczęka na podłodze. To były najmilsze, najbardziej skromne, ale także twarde i pewne siebie kobiety i cierpliwie nauczyły mnie kilku sztuczek. W materiałach zza kulis można zobaczyć, jak jeżdżę na kierownicy (...)”.

## Pozycje na listach
| Notowanie (2017)                   | Najwyższa pozycja |
| ---------------------------------- | ----------------- |
| USA (Billboard Adult Contemporary) | 25                |
| USA (Billboard Adult Pop Songs)    | 17                |